# Ficocianina

Ficocianina

La ficocianina es el pigmento ficobilínico azul libre de metal en una cromoproteína conjugada de algas azules-verdosas. Funciona como sustancia que absorbe la luz, junto con la clorofila: absorbe la luz anaranjada y la roja, particularmente cerca de 500 nm (dependiendo de cual tipo específico se trate), y emite fluorescencia cerca de 700 nm (también dependiendo de cual tipo sea).
- Datos: Q414177